# Наречена з того світу
«Наречена з того світу» (англ. Over Her Dead Body) — американська романтична комедія 2008 року режисера Джеффа Ловелла за власним сценарієм.

## Сюжет
Кейт випадково помирає у день свого весілля через падіння крижаної скульптури. Не розуміючи, що вона вже померла, вона починає сварку з жінкою-ангелом у чистилищі, не даючи їй змоги розповісти, що Кейт повинна робити.
Через рік після загибелі Кейт її наречений Генрі все ще тужить і уникає інших жінок. Його сестра Хлоя просить свою знайому Ешлі, яка разом зі своїм другом-геєм Деном займається ресторанним бізнесом, а у вільний час підробляє медіумом, вдати, що вона спілкується з Кейт, і переконати Генрі продовжити своє життя. Для цього вона віддає Ешлі щоденник Кейт. Під час спілкування Генрі та Ешлі закохуються одне в одного. За цим спостерігає розлючений привид Кейт, яка думає, що її незавершена справа — захистити Генрі. Кейт намагається змусити Ешлі розлучитися з Генрі. Ешлі не поступається, але потім Генрі виявляє у неї щоденник Кейт і розриває стосунки.
Ешлі звертається до Дена за втіхою, але ще більше божеволіє, коли Ден показує, що він не гей і таємно любить її протягом багатьох років. З часом вони миряться.
Після кількох місяців спостереження за тим, як Генрі знову впадає в депресію, Кейт дізнається, що, якби вона вирішила свою незакінчену справу, вона вже перебралася б на небеса. Кейт визнає, що хоче щастя Генрі, і розуміє, що він міг би бути щасливим з Ешлі. Кейт через папугу переконує Генрі знову зійтись із Ешлі. На весіллі Ешлі обіцяє Кейт, що вона намагатиметься зробити Генрі щасливим. Кейт знову прибуває до чистилища і виявляє, що зробила ще не все…

## В ролях
| Актор                 | Роль               |
| --------------------- | ------------------ |
| Пол Радд              | Генрі              |
| Єва Лонгорія          | Кейт               |
| Лейк Белл             | Ешлі               |
| Ліндсі Слоун          | Хлоя               |
| Джейсон Біггз         | Ден                |
| Стівен Рут            | скульптор          |
| Келі Роча             | ангел              |
| Вільям Морган Шеппард | святий отець Маркс |

## Сприйняття
Rotten Tomatoes дав оцінку 14 % на основі 109 відгуків від критиків і 42 % від більш ніж 100 000 глядачів.